# Pomponesco
Pomponesco est une commune italienne du sud de la province de Mantoue, dans la région Lombardie.

## Administration
| Période                                  | Période | Identité | Étiquette | Qualité |
| ---------------------------------------- | ------- | -------- | --------- | ------- |
|                                          |         |          |           |         |
| Les données manquantes sont à compléter. |         |          |           |         |

### Hameaux
Banzuolo, Inghella, Salina

### Communes limitrophes
Boretto, Dosolo, Gualtieri, Viadana

## Personnalités natives de la ville
- Alberto Cantoni (1841-1904), écrivain ;
- Ferruccio Biancini (1890-1955), cinéaste ;
- Adone Asinari (it) (1910-1984), peintre futuriste ;
- Franco Asinari (it) (1916-2007), son frère, peintre et graveur ;
- Achille Togliani (1924-1995), acteur et chanteur ;
- Maurizio Bianchi (né en 1955), musicien expérimental.